# Contea di Edgar
La contea di Edgar ( in inglese Edgar County ) è una contea dello Stato dell'Illinois, negli Stati Uniti. La popolazione al censimento del 2000 era di 19 704 abitanti. Il capoluogo di contea è Paris.